# Gottfried Krczal
Gottfried Krczal, od roku 1942 Gottfried Bergener (26. října 1885 Perná – 30. září 1966 Norimberk), byl československý politik německé národnosti a meziválečný senátor Národního shromáždění ČSR za Sudetoněmeckou stranu (SdP), později nacistický politik a poslanec Říšského sněmu za NSDAP.

## Biografie
Byl synem obecního tajemníka. Byl starokatolického vyznání. Vychodil národní školu v rodné Perné a vyšší reálnou školu ve Znojmě. Od 1. prosince 1903 až do 21. prosince 1935 pracoval u dělnické úrazové pojišťovny pro Moravu a Slezsko v Brně, zpočátku jako řadový úředník, později jako vrchní účetní rada. Za první světové válce bojoval (znojemský 99. pěchotní regiment) a byl vzat do zajetí na italské frontě.
Byl aktivní v turnerském tělovýchovném a národoveckém hnutí a byl předsedou jihomoravské turnerské župy a náměstkem předsedy celostátního turnerského svazu. Zastával rovněž funkci náměstka předsedy jihomoravské župy Svazu Němců.
Profesí byl k roku 1935 vrchním účetním radou v Brně.
V parlamentních volbách v roce 1935 získal senátorské křeslo v Národním shromáždění. V senátu setrval do října 1938, kdy jeho mandát zanikl v důsledku změn hranic Československa. Od 1. května 1938 působil jako předseda stranického soudu SdP.
Během krize na podzim 1938 byl od 23. září do 7. října 1938 zadržován československou policií v Brně. V letech 1938–1945 byl poslancem německého nacistického Říšského sněmu za NSDAP. Angažoval se v oddílech SA, v roce 1938 uváděn v hodnosti Hauptsturmführera.
V roce 1942 si změnil jméno (podle německé názvu rodné obce) na Gottfried Bergener. Zemřel v roce 1966. Uvádí se jako bývalý člen 99. znojemského regimentu Gottfried Bergener (Krczal), vyhnanec z Brna, věk 81 let. Bydliště uváděno Weitersroda v NDR. Zde žil od roku 1950. Zemřel na srdeční infarkt na zpáteční cestě do NDR z rodinné návštěvy na hlavním nádraží v Norimberku, 30. září 1966.